# Vicovu de Jos
Vicovu de Jos est une commune du județ de Suceava en Roumanie.